# Charles d'Angennes de Rambouillet
Charles d'Angennes de Rambouillet, né au château de Rambouillet le 30 octobre 1530 et mort à Corneto le 23 mars 1587, est un cardinal français.

## Repères biographiques
Charles d'Angennes est le deuxième fils de Jacques d'Angennes (m. 1562), seigneur de Rambouillet, gouverneur du Dauphiné, et le frère de Nicolas d'Angennes seigneur de Rambouillet. Il est élu évêque du Mans en 1556 et consacré par Annibal de Ruccellai évêque de Carcassonne, mais ne prend possession de son diocèse qu'en 1560. Pendant son épiscopat, Le Mans est attaqué par les calvinistes et la cathédrale Saint-Julien est gravement vandalisée. Il est ambassadeur du roi Charles IX auprès de Pie V et ambassadeur de la France au Saint-Siège à partir de 1558. D'Angennes participe au concile de Trente à partir de 1562. 
Le pape Pie V le crée cardinal lors du consistoire du 17 mai 1570. Le cardinal d'Angennes participe au conclave de 1572, lors duquel Grégoire XIII est élu pape, et de 1585 (élection de Sixte V). Il est nommé gouverneur de Corneto en 1587, où il meurt le 23 mars, "non sans soupçon d'avoir été empoisonné". Il laissa des Mémoires.